# 芝加哥洛约拉大学法学院
芝加哥洛约拉大学法学院（Loyola University Chicago School of Law）是一所位于美国芝加哥的法学院，附属于芝加哥洛约拉大学，创设于1908年。在《美国新闻与世界报道》的法学院排名里排第68名。学院最早创设时是一名为林肯法学院的独立学院，但很快就合并进了该大学。